# E&H production
E&H production Co., Ltd.  (株式会社E&H production?), es un estudio de animación japonés fundado en 2021.

## Historia
Fue fundado, en marzo de 2021, por Park Sung-hoo quien trabajó como director y animador para MAPPA en las series Garo: Vanishing Line, The God of High School, Jujutsu Kaisen, y la película Jujutsu Kaisen 0. Su oficina central se encuentra en Nakano, Tokio.
E&H es un acrónimo de (Entertain & Human).
El estudio de Park, se presenta como una empresa que quiere desafiar y producir trabajos de animación originales, así como innovar en nuevos procesos y estilos de animación. No limitándose únicamente al anime, sino que también actuar en campos como el desarrollo de motores de juego, realidad virtual y juegos shooter.
Su primer trabajo como animador principal es la serie de anime original Ninja Kamui.

## Obras

### Series de televisión
| Año  | Título        | Director          | Fecha de primera transmisión | Fecha de última transmisión | Eps. | Notas                                                       | Refs.         |
| ---- | ------------- | ----------------- | ---------------------------- | --------------------------- | ---- | ----------------------------------------------------------- | ------------- |
| 2024 | Ninja Kamui   | Park Sung-hoo     | 11 de febrero de 2024        | 5 de mayo de 2024           | 13   | Historia original. Coproducción junto a Sola Entertainment. | [ 8 ] [ 9 ]   |
| 2024 | Ramen Akaneko | Hisatoshi Shimizu | 4 de julio de 2024           | 19 de septiembre de 2024    | 12   | Adaptación del manga escrito e ilustrado por Angyaman.      | [ 10 ] [ 11 ] |

### ONAs
| Año  | Título                               | Director      | Fecha de primera transmisión | Fecha de última transmisión | Eps. | Notas                                                      | Refs.                       |
| ---- | ------------------------------------ | ------------- | ---------------------------- | --------------------------- | ---- | ---------------------------------------------------------- | --------------------------- |
| 2024 | Monsters: Ippyaku Sanjō Hiryū Jigoku | Park Sung-hoo | 21 de enero de 2024          | 21 de enero de 2024         | 1    | Adaptación del manga escrito e ilustrado por Eiichirō Oda. | [ 12 ] [ 13 ]               |
| 2025 | Bullet/Bullet                        | Park Sung-hoo | 16 de julio de 2025          | 13 de agosto de 2025        | 12   | Historia original.                                         | [ 14 ] [ 15 ] [ 16 ] [ 17 ] |

### Especiales
| Año  | Título                    | Director(es)  | Fecha de primera transmisión | Fecha de última transmisión | Eps. | Notas                     | Refs.         |
| ---- | ------------------------- | ------------- | ---------------------------- | --------------------------- | ---- | ------------------------- | ------------- |
| 2025 | Undead Unluck: Winter-hen | Park Sung-hoo | 2025                         | 2025                        | 1    | Secuela de Undead Unluck. | [ 18 ] [ 19 ] |

### Como colaborador
- Hanyō no Yashahime: Sengoku Otogizōshi - Ni no Shō (producción principal: Sunrise; Asistencia de producción (ED1), 2021)[20]
- Undead Girl Murder Farce (producción principal: Lapin Track; Producción 3DCG (eps. 3, 8), Cooperación de producción 3DCG (OP, ED), 2023)[21]